# Elitloppet 2017
Elitloppet 2017 var den 66:e upplagan av Elitloppet, som gick av stapeln söndagen den 28 maj 2017 på Solvalla i Stockholm.
Loppet målades på förhand upp som en "drömduell" mellan hästarna Nuncio från Sverige och Bold Eagle från Frankrike som varit de två helt dominerande hästarna under travsäsongen 2016. Dessa två segrade i varsitt av försöksloppen. Ingen av dessa hästar segrade dock i finalen, utan segern där gick istället till den franske hästen Timoko, körd av Björn Goop och tränad av Richard Westerink. Timoko skrällvann till oddset 30,89, vilket gjorde honom till den största skrällsegraren någonsin i loppet. Timoko segrade dessutom på den hittills snabbaste tiden någonsin i en Elitloppsfinal med segertiden 1.09,0 aak. Segern var Timokos andra seger i Elitloppet under karriären (han hade tidigare segrat i 2014 års upplaga), och han blev därmed den nionde dubbelsegraren i Elitloppets historia. Kusken Goop tog med segern sin tredje Elitloppsseger.
Upplagan 2017 är även ihågkommen för att ha innehållit den äldsta Elitloppsdebutanten någonsin med Spring Erom som var 12 år gammal.
Propulsion blev mycket uppmärksammad efter Elitloppet 2020, där han skar mållinjen som etta. Några dagar efter loppet meddelade den norska facktidningen Trav og Galopp-nytt att Propulsion, enligt uppgifter skulle vara nervsnittad i sina hovar. I oktober 2020 framkom det att Propulsion inte varit startberättigad i Sverige, då han nervsnittats innan han importerades till Sverige 2015. Det innebar att Propulsions 45 starter i Sverige ogiltigförklarades, resultatlistorna korrigerades och prispengarna återkrävs, däribland andraplatsen i Elitloppet 2017.

## Upplägg och genomförande
Elitloppet är ett inbjudningslopp och varje år bjuds 16 hästar som utmärkt sig in till Elitloppet. Hästarna lottas in i två kvalheat, och de fyra bästa i varje försök går vidare till finalen som sker 2–3 timmar senare samma dag. Desto bättre placering i kvalheatet, desto tidigare får hästens tränare välja startspår inför finalen. Samtliga tre lopp travas sedan 1965 över sprinterdistansen 1 609 meter (engelska milen) med autostart (bilstart). Förstapris i finalen är  3 miljoner kronor, och 250 000 kronor i respektive kvalheat.

## Kvalheat 1
| P | S | Häst               | Kusk                 | Tränare           | Land      | Odds  | Tid     |
| - | - | ------------------ | -------------------- | ----------------- | --------- | ----- | ------- |
| 1 | 5 | Bold Eagle         | Franck Nivard        | Sébastien Guarato | Frankrike | 1,49  | 1.08,4  |
| 2 | 8 | Resolve            | Åke Svanstedt        | Åke Svanstedt     | Kanada    | 9,11  | 1.09,0  |
| 3 | 2 | D.D's Hitman       | Ulf Ohlsson          | Petri Puro        | Finland   | 12,96 | 1.09,1  |
| 4 | 1 | Spring Erom        | Christoffer Eriksson | Dan Widegren      | Sverige   | 36,53 | 1.09,2g |
| 0 | 7 | Takethem           | Steen Juul           | Steen Juul        | Danmark   | 89,12 | 1.09,2  |
| 0 | 3 | Delicious U.S.     | Örjan Kihlström      | Daniel Redén      | Sverige   | 4,00  | 1.09,2  |
| d | 4 | Tjacko Zaz         | John Campbell        | Timo Nurmos       | Sverige   | 16,57 | 7g      |
| d | 6 | Cruzado Dela Noche | Björn Goop           | Stefan Melander   | Sverige   | 21,52 | ug      |

## Kvalheat 2
| P | S | Häst         | Kusk                 | Tränare           | Land      | Odds  | Tid    |
| - | - | ------------ | -------------------- | ----------------- | --------- | ----- | ------ |
| 1 | 4 | Nuncio       | Örjan Kihlström      | Stefan Melander   | Sverige   | 3,42  | 1.10,1 |
| 2 | 6 | Timoko       | Björn Goop           | Richard Westerink | Frankrike | 5,16  | 1.10,4 |
| 3 | 5 | In Vain Sund | Erik Adielsson       | Daniel Redén      | Sverige   | 27,42 | 1.10,4 |
| 4 | 7 | Dante Boko   | Adrian Kolgjini      | Lutfi Kolgjini    | Sverige   | 15,06 | 1.10,4 |
| 0 | 8 | Elian Web    | Janne Soronen        | Katja Melkko      | Finland   | 37,51 | 1.10,5 |
| 0 | 2 | Twister Bi   | Christoffer Eriksson | Jerry Riordan     | Italien   | 20,13 | 1.10,5 |
| 0 | 1 | Up And Quick | Franck Nivard        | Franck Leblanc    | Frankrike | 2,77  | 1.10,6 |
| d | 3 | Propulsion1  | Johan Untersteiner   | Daniel Redén      | Sverige   | 4,45  | frd2a  |

1 Propulsion slutade på andraplats i kvalheatet, och kvalificerade sig till final. Tabellen visar resultatet efter diskvalificering.

## Finalheat
| P | S | Häst         | Kusk                 | Tränare           | Land      | Odds  | Tid    |
| - | - | ------------ | -------------------- | ----------------- | --------- | ----- | ------ |
| 1 | 5 | Timoko       | Björn Goop           | Richard Westerink | Frankrike | 30,89 | 1.09,0 |
| 2 | 4 | Resolve      | Åke Svanstedt        | Åke Svanstedt     | Kanada    | 11,11 | 1.09,4 |
| 3 | 2 | Bold Eagle   | Franck Nivard        | Sébastien Guarato | Frankrike | 1,32  | 1.09,4 |
| 4 | 1 | Nuncio       | Örjan Kihlström      | Stefan Melander   | Sverige   | 4,10  | 1.09,5 |
| 5 | 7 | In Vain Sund | Erik Adielsson       | Daniel Redén      | Sverige   | 44,55 | 1.09,6 |
| 0 | 8 | Spring Erom  | Christoffer Eriksson | Dan Widegren      | Sverige   | 60,27 | 1.09,6 |
| 0 | 6 | D.D's Hitman | Ulf Ohlsson          | Petri Puro        | Finland   | 37,64 | 1.09,7 |
| d | 3 | Propulsion2  | Johan Untersteiner   | Daniel Redén      | Sverige   | 16,05 | frd2a  |

2 Propulsion slutade på andraplats i finalheatet. Tabellen visar resultatet efter diskvalificering.